# Hexagon

Un hexagon regulat

În geometrie, un hexagon (sau exagon) este un poligon cu șase laturi și șase vârfuri.

## Hexagonul regulat
Hexagonul regulat este un poligon regulat convex cu șase laturi egale. Unghiurile sale interne sunt congruente, având fiecare măsura de 120° (suma măsurilor unghiurilor acestuia fiind de 720°, ca la orice hexagon). Cercul circumscris unui hexagon regulat are raza egală cu latura hexagonului respectiv. Cercul înscris într-un hexagon regulat are raza egală cu L6√3/2, unde L6 este latura hexagonului respectiv.

### Relații într-un hexagon regulat convex
Notând cu {\displaystyle l} latura unui hexagon regulat și cu {\displaystyle R} raza cercului circumscris acestuia, există următoarele relații:
- Latura hexagonului {\displaystyle l=R};
- Apotema hexagonului {\displaystyle a={\frac {l{\sqrt {3}}}{2}}};
- Perimetrul hexagonului {\displaystyle P=6l};
- Aria hexagonului {\displaystyle S={\frac {3l^{2}{\sqrt {3}}}{2}}}.